# Gluha loza
Das europäische Vogelschutzgebiet Gluha loza liegt auf dem Gebiet der Städte Šentjernej (deutsch: St. Barthlemä) und Novo mesto (deutsch: Rudolfswerth) im Südosten Sloweniens unmittelbar an der Grenze zu Kroatien. Das etwa 14 km² große Vogelschutzgebiet umfasst die Wälder des zentralen Teils des Žumberak-Gebirges zwischen den Bergen Trdinov vrh und Ravno gora. Das Gebiet ist nahezu vollständig bewaldet.

## Schutzzweck
Folgende Vogelarten sind für das Gebiet gemeldet; Arten, die im Anhang I der Vogelschutzrichtlinie geführt sind, sind mit * gekennzeichnet:
| Bild             | Anhang I | EU Code | Art              | wissenschaftlicher Name |
| ---------------- | -------- | ------- | ---------------- | ----------------------- |
| Raufußkauz       | *        | A223    | Raufußkauz       | Aegolius funereus       |
| Weißrückenspecht | *        | A239    | Weißrückenspecht | Dendrocopos leucotos    |